# Pachyarthra mediterranea
Pachyarthra mediterranea is een vlinder uit de familie echte motten (Tineidae). De wetenschappelijke naam is voor het eerst geldig gepubliceerd in 1894 door Baker.
De soort komt voor in Europa.